# Santiurde de Reinosa
Santiurde de Reinosa település Spanyolországban, Kantábria autonóm közösségben. Santiurde de Reinosa Pesquera, San Miguel de Aguayo, Campoo de Yuso, Campoo de Enmedio, Hermandad de Campoo de Suso, Bárcena de Pie de Concha és Molledo községekkel határos. Lakosainak száma 256 fő (2024).

## Népesség
A település népessége az elmúlt években az alábbi módon változott:
| Lakosok száma | 319  | 355  | 317  | 301  | 299  | 285  | 254  | 255  | 242  | 256  |
|               | 2001 | 2004 | 2007 | 2009 | 2012 | 2014 | 2017 | 2019 | 2022 | 2024 |